# Żelisławice (gromada w powiecie włoszczowskim)
Żelisławice – dawna gromada, czyli najmniejsza jednostka podziału terytorialnego Polskiej Rzeczypospolitej Ludowej w latach 1954–1972.
Gromady, z gromadzkimi radami narodowymi (GRN) jako organami władzy najniższego stopnia na wsi, funkcjonowały od reformy reorganizującej administrację wiejską przeprowadzonej jesienią 1954 do momentu ich zniesienia z dniem 1 stycznia 1973, tym samym wypierając organizację gminną w latach 1954–1972.
Gromadę Żelisławice z siedzibą GRN w Żelisławicach utworzono – jako jedną z 8759 gromad na obszarze Polski – w powiecie włoszczowskim w woj. kieleckim, na mocy uchwały nr 13l/54 WRN w Kielcach z dnia 29 września 1954. W skład jednostki weszły obszary dotychczasowych gromad Żelisławice i Marchocice ze zniesionej gminy Secemin oraz kolonia Wincentów z dotychczasowej gromady Zaróg ze zniesionej gminy Chrząstów w tymże powiecie. Dla gromady ustalono 13 członków gromadzkiej rady narodowej.
31 grudnia 1959 do gromady Żelisławice przyłączono wieś Zaróg z gromady Kuźnica Grodziska.
31 grudnia 1961 gromadę zniesiono, a jej obszar włączono do gromad Kuźnica Grodziska (wieś i tereny byłego folwarku Zaróg), Secemin (wsie Marchocice i Międzylesie) i Czarnca (wsie Żelisławice, Borowisko, Bugaj, Nadolnik, Osiny, Poraj, Wincentów, Żelisławiczki i Miny, stację kolejową Żelisławice oraz osadę młyńską Papiernia).